# 尼古拉斯·普雷休蒂
尼古拉斯·普雷休蒂（義大利語：Nicholas Presciutti，1993年12月14日—），意大利水球运动员。他曾代表意大利国家队参加2016年和2020年夏季奥林匹克运动会水球比赛，其中2016年奥运会获得铜牌。